# 华住集团
华住酒店集团（英語：H World Group Limited；纳斯达克代码：HTHT；港交所股票代碼：1179.HK）是中华人民共和国第一家多品牌的连锁酒店集团，創立於2005年。华住集团旗下经营31个酒店及公寓品牌，覆盖从豪华到经济型市场。在中国内地运营的品牌包括禧玥、花间堂、美仑国际、桔子水晶、漫心、美仑、美居、CitiGO欢阁、全季、桔子、汉庭、星程、宜必思、海友、你好、城家公寓、瑞贝庭公寓酒店，另有合作品牌诺富特、美爵和馨乐庭公寓酒店等。
截至2023年9月30日，华住在18个国家经营9,157家酒店，拥有885,756间在营客房。根据美国《HOTELS》杂志公布的“2022年度全球酒店集团200强”（HOTELS 200）的最新排名，华住集团位列第六位；在“世界50大酒店品牌榜单”中，华住旗下汉庭、全季、你好品牌均上榜。华住旗下汉庭品牌连续六年蝉联 BrandZ 最具价值中国品牌 100 强。2023年1月，华住入选《2022年·胡润中国500强》，排名第126位。华住酒店集团是全球第十三大酒店集团。
2010年3月26日，“华住酒店集团”的前身“汉庭酒店集团”在纳斯达克上市。2020年9月，华住在香港联交所主板实现二次上市。2012年11月30日，汉庭酒店集团宣布更名为华住酒店集团。

## 酒店品牌

### 汉庭酒店
汉庭酒店创立于2005年，是华住集团的起家品牌，目前在全中国1000多座城市，拥有3000多家门店。

### 全季酒店
创立于2010年，目前已覆盖中国31个省级行政区，开业近2000家门店。

### 桔子酒店
桔子酒店是中档酒店品牌。

### 海友酒店
自助化经济型酒店品牌，创立于2008年。

### 你好酒店
属于华住集团下的经济型酒店。

### 桔子水晶
该品牌对标中高端细分市场。属于华住集团旗下中高档酒店品牌。华住集团于2017年宣布收购桔子水晶酒店集团100%股权。收购前桔子水晶酒店集团成立于2006年，旗下拥有桔子水晶酒店、桔子酒店·精选、桔子酒店品牌，总数超过200家。

### 漫心酒店
中高端酒店品牌，目前已进驻中国40多个城市，超过100余家门店。品牌分为漫心酒店与漫心府两个产品线。其中，漫心府产品线的特点为会将城市特色建筑融入酒店设计中。

### 星程酒店
创立于2008年，属于中档酒店品牌。已经遍布中国160多座城市，开业超过500家酒店。

### CitiGo 欢阁酒店
该酒店品牌融合了酒店、公寓、社区属性，打破传统酒店概念。酒店提供7:00-12:00超长早餐。

### 花间堂
2009年诞生于中国丽江。分为三种类型：城市度假生活方式酒店、主题乡村俱乐部及超级度假村。花间堂精选度假系列以“花间苑、花间岭、花间邸、花间府、花间亭、花间驿、花间境、花间阁、花间堡、花间营”为名。

### 禧玥酒店
禧玥为华住集团旗下高端酒店品牌。酒店开设在中国一二线城市核心区域，主打以宋明美学为参照进行酒店整体概念设计。

### 施柏阁大观酒店
华住集团旗下奢华酒店品牌。

### 施柏阁酒店
酒店品牌源于德国，始于上世纪30年代，中国首家施柏阁酒店品牌在山东济南落成。

### Intercity Hotel 城际酒店
创立于1987年，为德国知名酒店品牌，遍及欧洲各大交通枢纽。2019年，华住集团全资收购德意志酒店集团后，将IntercityHotel的德式风格引入中国。

### 美轮美奂 MaxX by Steigenberger
该酒店品牌源自德意志酒店集团，第一家酒店位于德国莱茵河畔的巴特洪内夫。2019年，MaxX by STEIGENBERGER品牌加入华住集团旗下，中文名“美仑美奂”，酒店整体使用欧式设计。

### 美仑酒店
属于中高端酒店，特点为在酒店餐饮中加入所在城市的经典代表美食。

### 美仑国际
属于高端酒店品牌。

### 宋品
属于奢华酒店品牌，是中国引领高奢度假的行业标杆。目前中国有7家宋品酒店，分别是上海长兴宋品酒店、无锡雪浪宋品酒店、济南凤鸣宋品酒店、成都青城宋品酒店、昆明滇池宋品酒店、桂林雁山宋品酒店、重庆山前宋品酒店。

### 永乐半山
永乐半山酒店为华住集团合资公司永乐华住创设的高端酒店品牌。酒店均布局在全国一二线核心城市或优质旅游目的地。

### 城家公寓
属于品牌直租型公寓，于2020年成立，属于华住集团旗下近几年新成立的公寓品牌。

### 励业公寓
属于集中式白领公寓品牌，品牌直租。

### 城际服务公寓酒店
城际Intercity是德意志酒店集团所属品牌，该品牌以中高端酒店形象在全球快速发展。2022年城家负责Intercity by Deutsche Hospitality城际服务公寓酒店的管理与运营。

### 瑞贝庭公寓酒店
瑞贝庭公寓酒店是由中富旅居与新加坡城市发展集团（CDL）联合创建的服务式公寓品牌。2022年7月，华住集团旗下品质居住资产运营商城家宣布战略合并瑞贝庭公寓酒店，并纳入到中档服务式公寓产品线。

### CitiGo House 欢阁服务公寓
CitiGo House欢阁服务公寓属于华住集团旗下中高端酒店品牌。目前已在上海、杭州开设。

### 奢华公寓
属于高端服务式公寓品牌，是华住集团旗下的高端酒店品牌。目前已在上海开设。

### 员宿
员宿是城家旗下的蓝领公寓品牌，主要为企业提供员工宿舍长租服务。

## 发展时间线
2005年8月，第一家汉庭酒店开业。
2010年1月，第一家全季酒店开业。
2010年3月，汉庭连锁酒店集团公司在美国纽交所上市，股份代码“HTHT”。
2012年11月，“汉庭酒店集团”更名为“华住酒店集团”。
2013年，汉庭等酒店曾出现数据泄露事件，当时是因酒店所使用的WiFi管理和认证管理系统存在漏洞，且数据传输过程并未加密，导致住客个人信息被窃。
2014年12月，华住与雅高签署长期战略同盟协议，共同经营在华酒店业务。
2017年2月，华住全资收购桔子水晶酒店集团，旗下含桔子水晶酒店、桔子酒店等。
2018年8月，华住宣布完成对中国酒店品牌花间堂的战略收购。
2018年8月28日，中国民间网络安全组织“网络尖刀”、网络安全厂商紫豹科技等发现，有黑客正在“暗网中文论坛”出售“华住旗下所有酒店数据库”，泄漏数据总计近5亿条，包括姓名、身份证信息、手机号、卡号等信息。上述两家机构分析认为，泄露疑似华住公司一程序员将含有华住敏感服务器及数据库连接信息的项目配置文件上传至GitHub所致。黑客在出售帖中称数据在8月14日拖库，此数据库连接方式在20天前上传至GitHub，且最近离店时间为8月13日，时间基本吻合。8月28日下午三点许，华住集团官方微博发布声明，公司已开始内部核查，并在第一时间报警，公安机关已经介入，集团也已外聘技术公司就泄漏源头进行核实调查。而在第二次声明中，华住集团进一步表示“兜售信息不能证实为真。华住正在紧急展开一系列相关工作。”《IT时报》记者称，通过采访“威胁猎人”公司和联系已公布的1万条“测试数据”部分受害人，确认这些测试数据为新泄露的准确数据，多家科技公司也认为数据属实。上海长宁公安分局确认8月28日下午收到华住集团运营负责人报案并已介入调查。
2018年9月19日，据华住官方及媒体消息，在暗网上兜售数据且企图对华住敲诈勒索未遂的犯罪嫌疑人已被警方抓获，企图泄露信息未果，更多信息在案件侦查过程中暂不能披露。
2019年10月，新华社记者在北京、上海、厦门等地的华住集团旗下酒店暗访时发现，多数客人在前台入住时被要求使用微信扫码，实际上则是加入华住集团旗下的华住会员。另外使用酒店内的无线网络也需要勾选一份华住会员相关条款的文件，勾选同意后，华住会收集住客的手机号码注册为华住会员。根据华住官方说明，华住集团在2019年5月6日正式上线扫码入住功能，客人可通过扫描二维码的方式成为华住会员，但住客可以不选择扫码，在前台办理入住。此外，如用户提出注销会籍，个人信息也仍将留存在后台。有专家认为，华住的行为涉嫌违法。
2020年1月，华住完成了对德意志酒店集团（Deutsche Hospitality Group）的全资收购。DH旗下酒店品牌包括奢华酒店品牌施柏阁大观（Steigenberger ICONS）、高档酒店品牌施柏阁（Steigenberger)、美仑美奂（MAXX by Steigenberger）和中高档品牌城际酒店（IntercityHotel）、设计型酒店品牌Zleep等。
2020年9月，在香港港交所主板二次上市，股份代码：1179.HK
2021年3月，华住与融创文旅合资成立永乐华住酒店管理有限公司。
2022年9月，华住更改logo形象，同时将英文名由“Huazhu Group Limited”更改为“H World Group Limited”。

## 公司管理层

### 季琦
董事，执行董事
华住集团创始人，从2007年2月4日起担任董事，2009年8月起担任执行董事，2019年11月起担任首席执行官。于1989年取得上海交通大学工程机械学士学位，于1992年2月取得上海交通大学机械工程硕士学位。

### 金辉
首席执行官
2021年10月1日起，担任华住集团首席执行官。2005年，加入华住集团，负责酒店开发相关的运营与管理。金辉于2014年8月获得中国中欧国际工商学院的行政人员硕士学位，以及于2000年7月取得中国华东师范大学的心理学理学学士学位。

### 刘欣欣
首席数字官，总裁
2021年10月1日起，担任华住集团总裁。2012年9月加入华住集团，自2019年6月起担任首席数字官，主要负责销售、忠诚计划及信息科技。刘欣欣于2008年1月获得中国复旦大学工商管理硕士学位，于1999年6月取得中国北京工商大学（前称北京商学院）经济信息管理学士学位。

### 何继红
首席战略官
2024年1月2日起担任华住集团的首席战略官。2022年12月2日起，任命为公司首席财务官。2021年10月加入华住集团。何继红在加拿大不列颠哥伦比亚大学获得工商管理硕士学位。